# Herpetogramma moderatale
Herpetogramma moderatale es una especie de polilla del género Herpetogramma, categorizada en la tribu Herpetogrammatini, de la subfamilia Spilomelinae. Fue descrita por Christoph en 1881.

## Descripción
La envergadura es de 31-35 mm.

## Distribución
Se distribuye por Asia: Japón, Corea y China.